# Гута-Скляна
Гута-Скляна (укр. Гута-Скляна) — село в Радеховской городской общине Шептицкого района Львовской области Украины.
Население по переписи 2001 года составляло 79 человек. Занимает площадь 0,795 км². Почтовый индекс — 80256. Телефонный код — 3255.